# Högerpopulism

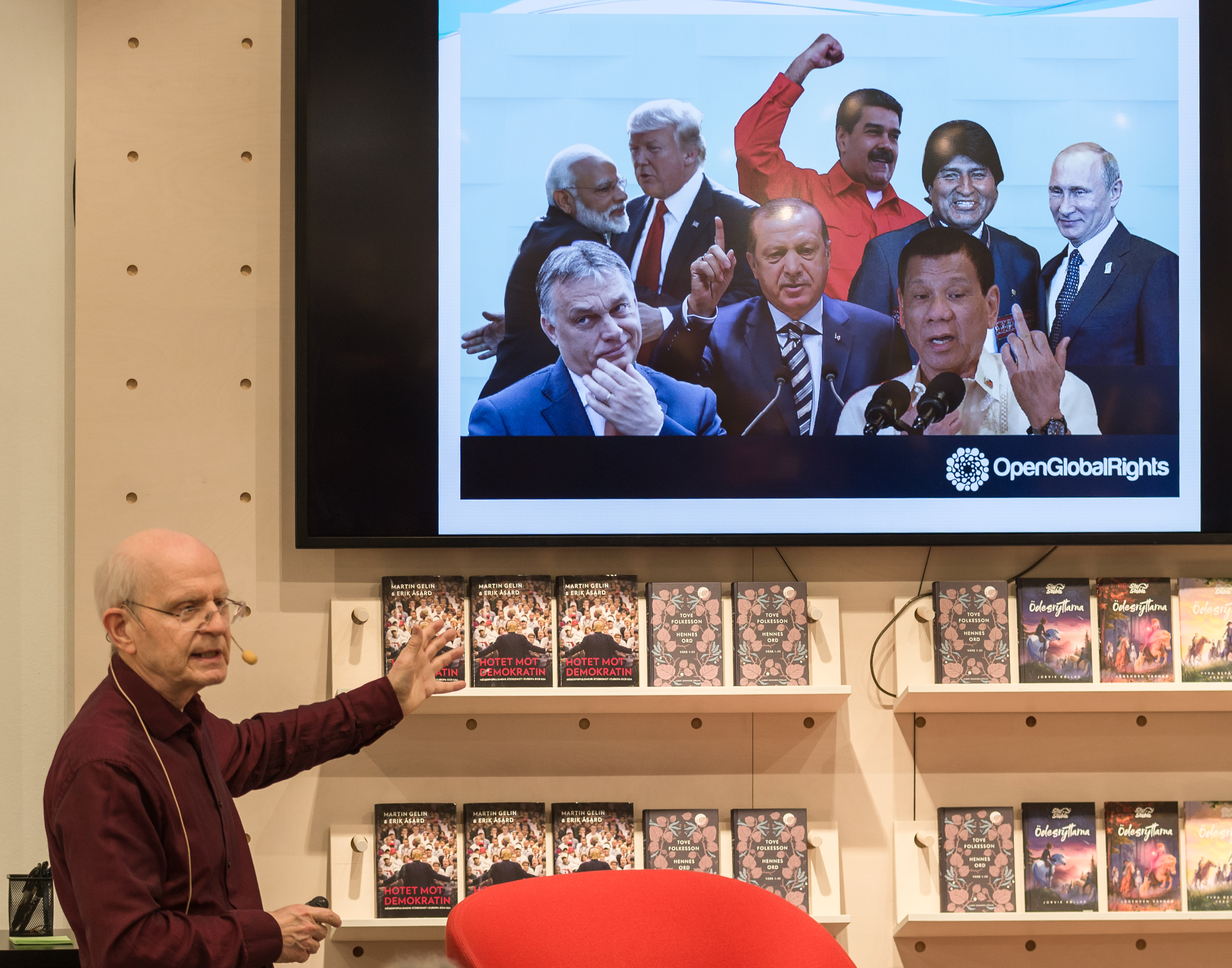
Erik Åsard föreläser om högerpopulismen i världen utifrån boken Hotet mot demokratin: högerpopulismens återkomst i Europa och USA.

Högerpopulism eller radikal högerpopulism är en politisk ideologi och strategi som motsätter sig existerande politiska konsensus med ett starkt visat motstånd mot vad de menar är etablissemanget. Kännetecknande för högerpopulism är dess argumentationsstrategi (se välfärdschauvinism); ett högerpopulistiskt parti anspelar på ett tänkt "gap" mellan makthavare och en majoritet av folket, och är allmänt skeptiskt till den representativa demokratin.
Den radikala formen av högerpopulismen ifrågasätter traditionella demokratiuppfattningar och dess värderingar om jämlikhet och pluralism. I många fall ifrågasätts hela det rådande politiska systemet och den representativa demokratin. Officiellt uttrycker de flesta radikala högerpopulistiska organisationer och partier stöd för den etablerade demokratiprincipen, men understryker samtidigt att det nuvarande systemet är genomsyrat av en korrumperad och byråkratisk elit, varför det inte är frågan om en riktig demokrati.
Det förekommer att meningsmotståndare använder högerpopulism som ett pejorativ för vissa idéer och ståndpunkter. Användarna av ordet anser att idéerna och förslagen i första hand är framlagda för att låta bra och bli populära, inte för att de faktiskt skulle vara genomförbara eller lyckade på lång sikt. Såväl högerpopulistiska som vänsterpopulistiska partier brukar i västvärlden undvika termen när de beskriver sig själva.

## Högerpopulismen
I Europa var det vanligt att de radikala högerpopulistiska partierna från 1970-talet fram till slutet på 1990-talet kombinerade laissez-faire liberalism och antielitism. Från slutet av 1990-talet fram till idag har dock partierna allt mer börjat inta ett försvar av välfärdsstaten i kombination med starkt socialkonservativa och nationalkonservativa värderingar och mer uttalad främlingsfientlighet och rasism. Antietablissemangsstrategin och välfärdschauvinismen är dock lika centrala som tidigare.
På 1990-talet började högerpopulitiska partier etablera sig i lagstiftande församlingar i demokratiska stater, däribland Kanada, Norge, Frankrike, Israel, Ryssland, Rumänien, Chile, Sverige, Danmark med flera. De ingick i regeringar i bland annat Schweiz, Österrike, Nederländerna, Nya Zeeland och Italien. Även högerextrema rörelser i USA har studerats och benämns vanligtvis som radikal höger i amerikansk kontext, men rörelserna är teman på samma fenomen. Högerpopulismen skiljer sig från den historiska/traditionella högern, vilken har sett bevarandet av samhället, status quo, som det viktiga.
Att klassificera högerpopulismen som en enhetlig politisk familj har visat sig svårt, men det finns vissa grundläggande gemensamma drag mellan rörelserna och partierna, som dock kan skilja sig åt vad gäller ideologi, organisation och ledarskap. De tillhör inte heller några internationella sammanslutningar som traditionella partier gör. Gemensamt är dock att de är mer högerorienterade än andra politiska partier på höger-vänster-skalan.
Högerpopulismen beskrivs olika i vetenskaplig litteratur. Pippa Norris har noterat att det i standardverk används olika typologier och etiketter för att kategorisera och beskriva rörelserna och partierna. I beskrivningen av fenomenet används benämningarna ”extremhöger”, ”nya högern”, ”främlingsfientlighet”, ”nynazism” eller ”nyfascism”, ”antietablissemangism”, ”nationalpopulister”, ”auktoritarianism”, ”ultranationalism”, ”nyliberalism”, ”libertarianism” och så vidare.

### Begreppsinnebörd
Deltermen populism är tvetydig. Kännetecknande för populism som ideologi är ett starkt visat motstånd mot makten eller etablissemanget. Även den argumentationsstrategi som populister tillämpar, det vill säga vilka argument som används som grund och hur de framförs, anses vara avgörande för vad som klassas som populism (se till exempel välfärdschauvinism). Populistiska argument bygger ofta på enkla lösningar på svåra politiska problem genom en ideologi som vill ge tillbaka makten till folket. Populism delar upp samhället i två läger, folket och eliten, och ställer dessa grupper mot varandra. Utgångspunkten är att eliten motarbetar folkets vilja. Populister utmålar sig själva ofta felaktigt som den enda eller den äkta representanten för folket
Tvetydigheten visar sig i att vissa menar att populism hotar demokratin medan andra menar att den är en väckarklocka för demokratin. De senare menar att demokratiska makthavare passerat en gräns när de förstärker ojämlikheter istället för motarbetar dem. De vill inte ha mindre demokrati, utan snarare mer demokrati.
Deltermen höger syftar ofta på exkluderande nationalism och nationalistiskt motstånd mot invandring. Med nationalism avses att staten ska utgöra en nation som huvudsakligen består av en mer eller mindre föreställd ursprungsbefolkning och/eller en mer eller mindre föreställd ursprungskultur. Högerpopulism består av flera olika typer som förordar olika slags politik och appellerar därför till olika väljargrupper. Motstånd mot invandring är ofta en gemensam nämnare, vilket dock ska skiljas från rasism.
Ibland används beteckningen för att beskriva grupper som företräder en ekonomisk politik som ligger mellan höger och vänster, så kallad mittenpolitik, men är mer traditionellt höger i betydelsen konservativa i sociala frågor som brott och straff. Ett exempel på det senare är Sverigedemokraterna. En alternativ eller kompletterande beteckning för sådana partier är nationalkonservativa eftersom de förenar konservatism med nationalism, där nationalismen bland annat yttrar sig genom att invandrare utmålas som ett hot mot nationen och den egna kulturen.
Radikal högerpopulism ifrågasätter den traditionella demokratiuppfattningen och dess värderingar om jämlikhet och pluralism. I de fall hela det rådande politiska systemet och den representativa demokratin utmanas betecknas det idag i Europa som högerextremism. Officiellt uttrycker de flesta radikala högerpopulistiska organisationer och partier stöd för den etablerade demokratiprincipen, men understryker samtidigt att det nuvarande systemet är genomsyrat av en korrumperad och byråkratisk elit, varför kritik mot den demokratiska ordningen anses befogad.

### Forskning om högerpopulism
Anders Widfeldt, forskare specialiserad på politiska partier, populism och högerextremism, menar att ett högerpopulistiskt parti anspelar på ett tänkt "gap" mellan makthavare och en majoritet av folket, och är allmänt skeptiskt till den representativa demokratin. Widfeldt menar vidare att det inte är åsikterna som sådana som gör ett parti populistiskt utan att det avgörande är hur de framförs och vilka argument de bygger på

Andra forskare har pekat på att skiljelinjen idag i Europa mellan populism och extremism går vid om man är för eller emot demokrati.
| ”                                                      | Populism är inte mot demokrati, vilket extremhögern i regel är | „ |
| – Niko Hatakka, forskare i populism och högerextremism |                                                                |   |

En vetenskaplig studie publicerad 2021 av hur termen populism används i europeiska länder visade att termen används som ett pejorativ och för tillskriva meningsmotståndare oönskade idéer och ståndpunkter i syfte att illegitimera dem. Användarna av ordet anser att idéerna och förslagen i första hand är framlagda för att låta bra och bli populära, inte för att de faktiskt skulle vara genomförbara eller lyckade på lång sikt. Såväl högerpopulistiska som vänsterpopulistiska partier brukar i västvärlden undvika termen när de beskriver sig själva.

## Högerpopulism hos högerextrema partier
Den tyska statsvetaren Klaus von Beyme beskriver tre historiska faser i utvecklingen av högerextremistiska partier i Västeuropa efter andra världskriget:
- 1945 till mitten av femtiotalet: Högerextremistiska partier var marginaliserade, i stället för att ha någon politisk betydelse var deras främsta mål att överleva. Högerextremistisk politik var misskrediterade av nazism och politisk isolerade.
- Mitten av femtiotalet till sjuttiotalet: Den så kallade "Populist Protest Phase" (översättning: Populistiska protest fasen) dök upp med sporadiska valframgångar. Egenskaper hos högerextremistiska partier i denna fas var en karismatisk ledare och en djup motvilja mot det politiska etablissemanget, "vi” mot ”dem", "dem" är politiker och byråkrater.
- Åttiotalet: valframgångar för högerextremistiska partier konsolideras, medan de upptäckte invandring som ett huvudmål.

Anders Widfeldt hävdar att det finns en fjärde fas, som han kallar legitimacy phase. Fasen börjar kring år 2000 och kännetecknas av det följande:
- högerextremistiska partier vinnar politisk legitimitet genom formell eller informell medverkan i regeringen (FPÖ i Österrike, Lijst Pim Fortuyn i Nederländerna).
- Högerextremistiska ämnen läggs på den politiska dagordningen och tas över av andra partier.
- Welfare chauvinism  (Välfärdschauvinism).
- Kritik mot invandringen är fortfarande en central ideologisk del, men högerextremistiska partier alltmer fokuserar på kritik mot islam och de påstådda farorna med islamisering av europeiska länder.

## Högerpopulistiska partier i olika länder
Den italienska statsvetare i komparativ politik Piero Ignazi har delat in högerpopulistiska partier (vilka han benämner högerextrema partier) i två kategorier: Traditionella högerpartier som utvecklats ur den historiska högern och postindustriella partier som har utvecklas oberoende av den historiska högern. I den första kategorin återfinns partier såsom italienska Movimento Sociale Italiano, Fiamma Tricolore, Lega Nord, tyska Tysklands Nationaldemokratiska Parti, Tyska Folkunionen, nederländska Centerpartiet, brittiska British National Party och belgiska Vlaams Blok. I den andra kategorin återfinns partier såsom franska Front National, tyska Die Republikaner, nederländska Centrum Democraten, belgiska Front National, österrikiska Freiheitliche Partei Österreichs, danska Fremskridtspartiet, norska Fremskrittspartiet och svenska Ny demokrati. För svensk del har Ny demokrati upphört som parti i Sveriges riksdag, men sedan 2010 representeras högerpopulismen av Sverigedemokraterna i Sveriges riksdag och i Finland har Sannfinländarna tilldelats mandat efter senaste riksdagsvalet. I den engelsktalande världen återfinns även brittiska UK Independence Party, Reform Party of Canada, australianska One Nation, och New Zealand First.

### Belgien
Högerpopulistiska partiet Vlaams Belang bildades 1979 för att verka för ett självständigt Flandern. Partiet var från början främst ett flamländskt regionalt nationalistiskt parti som verkade för flamländska intressen. Efter 90-talet ändrade partiet sin framtoning och förde en mer invandringsfientlig, EU-fientlig och islamfientlig politik. Vlaams Belang menar att invandringen till Belgien hotar den belgiska kulturen samt den belgiska identiteten. Partiet gick tidigare under namnet Vlaams Blok, men år 2004 ansåg Belgiens högsta domslut att partiet var rasistiskt. Partiet upplöstets och man bytte partinamn till Vlaams Belang. Innehållet i politiken förändrades inte, utan man förde samma gamla islam-, EU-, invandringsfientliga politik.
I parlamentsvalet 2010 fick partiet 7,8 procent av rösterna och blev sjunde största partiet i parlamentet med tolv mandat.

### Cypern
På Cypern grundades Nationella folkfronten (Εθνικό Λαϊκό Μέτωπο, ELAM) runt en politisk plattform att försvara den cypriotiska identiteten, att motverka fortsatt europeisk integration, invandring och situationen som råder sedan Turkiets invasion av ön.

### Danmark
I början av 1970-talet fanns Europas starkaste högerpopulistiska parti i Danmark, Fremskridtspartiet. I 1973 års parlamentsval fick partiet nästan 16 procent av rösterna på en nyliberal politisk agenda. Under åren därefter dalade stödet för partiet som kom att ersättas av Dansk folkeparti på 1990-talet. Dansk folkeparti kom att bli en viktig samarbetspartner för den liberalkonservativa koalitionsregeringen på 2000-talet. Partiet betonar etnisk nationalism på ett sätt som aldrig Fremskridtspartiet gjorde, och är mer positiv till välfärdsstaten och statlig intervention i ekonomins funktionssätt.

### Finland
År 2011 fick det nationalistiska och högerpopulistiska partiet Sannfinländarna en stor framgång i riksdagsvalet i Finland. Partiet blev Finlands tredje riksdagsparti, då det mer än fyrdubblade sitt väljarstöd.

### Tyskland

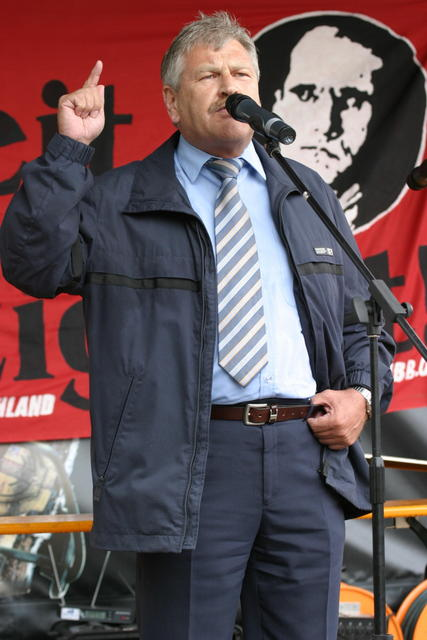
NPD:s partiledare Udo Voigt talar med en bild av Rudolf Hess i bakgrunden.

Tyska Die Republikaner fanns representerade i Europaparlamentet 1983 och i början av 2000-talet förlorade partiet stöd till det högerextrema Tysklands Nationaldemokratiska Parti (NPD), som 2005 erhöll 1,6 procent av rösterna i tyska förbundsvalet (med regionala resultat på upp till 9 procentenheter). År 2005 grundades i Köln det högerpopulistiska Protyska folkrörelsen (Pro-NRW) som driver kampanjer mot islamsk extremism.

### Italien
I Italien är det ledande radikala högerpopulistiska partiet Lega Nord. Partiet är federalistiskt och regionalistiskt och grundades 1991 som ett paraply för flera regionala partier i de norra och centrala delarna av Italien. De flesta av dessa regionala partier uppstod under 1980-talet och under perioden utökat sitt röstetal.

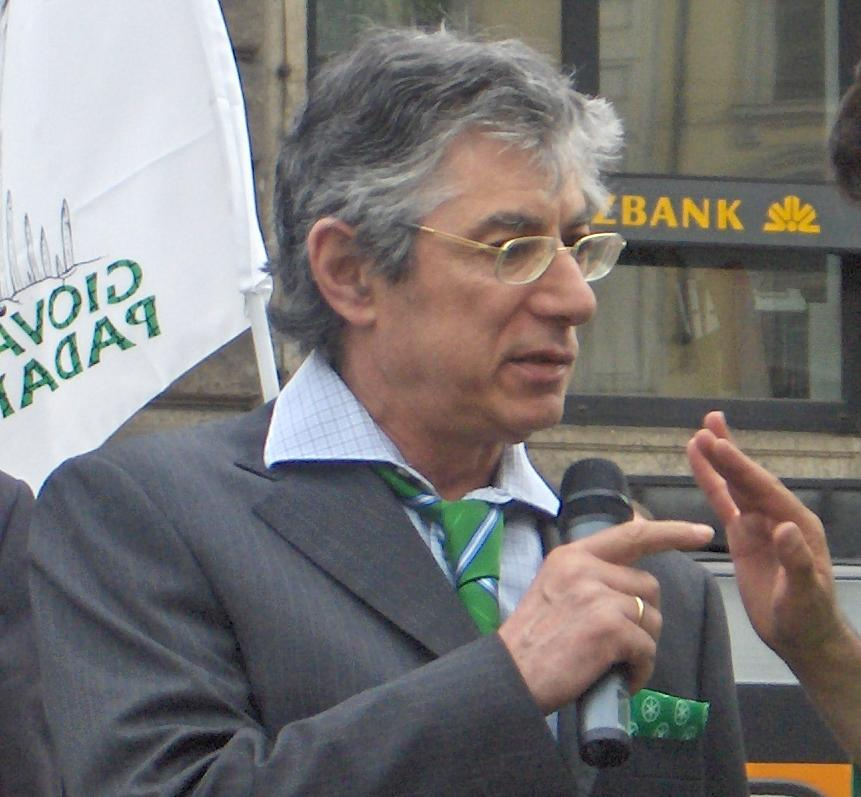
Umberto Bossi, Lega Nords grundare

Lega Nord nådde regeringsmakten 1994 genom en allians med Silvio Berlusconi. I valet som föregick alliansen hade partiet fått 8,4 procent av rösterna. Efter motsättningar som innebar att Lega Nord bröt samarbetet återkom partiet i samarbete med Berlusconis koalition år 2000. Trots att stödet minskat för partiet i senare val hade Lega Nord mellan 2001 och 2006 flera betydande ministerposter, såsom Justitieminister, arbetsmarknads- och socialminister, samt ministeriet för Institutionella reformer och decentralisering. År 2008 drev Lega Nord valkampanj i koalition med Frihetens folk och Rörelsen för autonomi, och erhöll 8,3 procent av rösterna. Partiet erhöll 60 ledamöter och 26 senatorer.
Lega Nord förespråkar att Italien ska bli en federal stat där regionerna för ökad autonomi, i synnerhet de nordliga regionerna. Partiet har även förespråkat en utbrytning av de nordliga regionerna, som partiet kallar Padanien. Lega Nord vill se striktare lagar för att motverka Islams expansion i Europa, och är emot Turkiets anslutning till Europeiska unionen. Partiet betonar vikten av kamp mot illegal invandring.
I 2009 års europaparlamentsval samarbetade Lega Nord med Gruppen Frihet och demokrati i Europa (EFD), med andra europeiska högerpartier

### Nederländerna

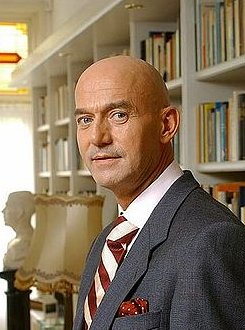
Pim Fortuyn, Pim Fortuyns lista

1982 vann högerpopulismen en liten representation i Generalstaternas andra kammare genom att Centerpartiet erhöll ett mandat av kammarens 150 platser. Under 1990-talet bildades Centrumdemokraterna som en utbrytning ur Centerpartiet. Partiet var något mer framgångsrikt även om partiet var i all betydelse marginaliserat. Inte förrän 2002 gjorde högerpopulismen genombrott i Nederländerna i och med att Pim Fortuyns lista erhöll 26 mandat, och bildade regering tillsammans med konservativa Folkpartiet för Frihet och Demokrati (VVD) och Kristdemokratisk appell (CDA). Framgången var dock kortlivad och koalitionsregeringen bröt samman 2003. Därefter gick det brant utför för partiet tills det att partiet upplöstes.
Sedan 2006 finns det högerpopulistiska Partij voor de Vrijheid (PVV) i Generalstaternas andra kammare. Efter de allmänna valen 2010 vann partiet 24 mandat och inledde ett samarbete med högerregeringen (VVD och CDA) som satt i minoritet. PPV är ett EU-skeptiskt parti och spelade en betydande roll i att förändra den nederländska regeringens hållning i frågan om Europeisk integration. I Europaparlamentsvalet 2009 erhöll partiet 4 av 25 mandat. Partiets program kretsar främst kring en stark kritik av Islam, men har i och med att partiet växt också utvidgats till att ta ställning i andra politikområden.

### Norge

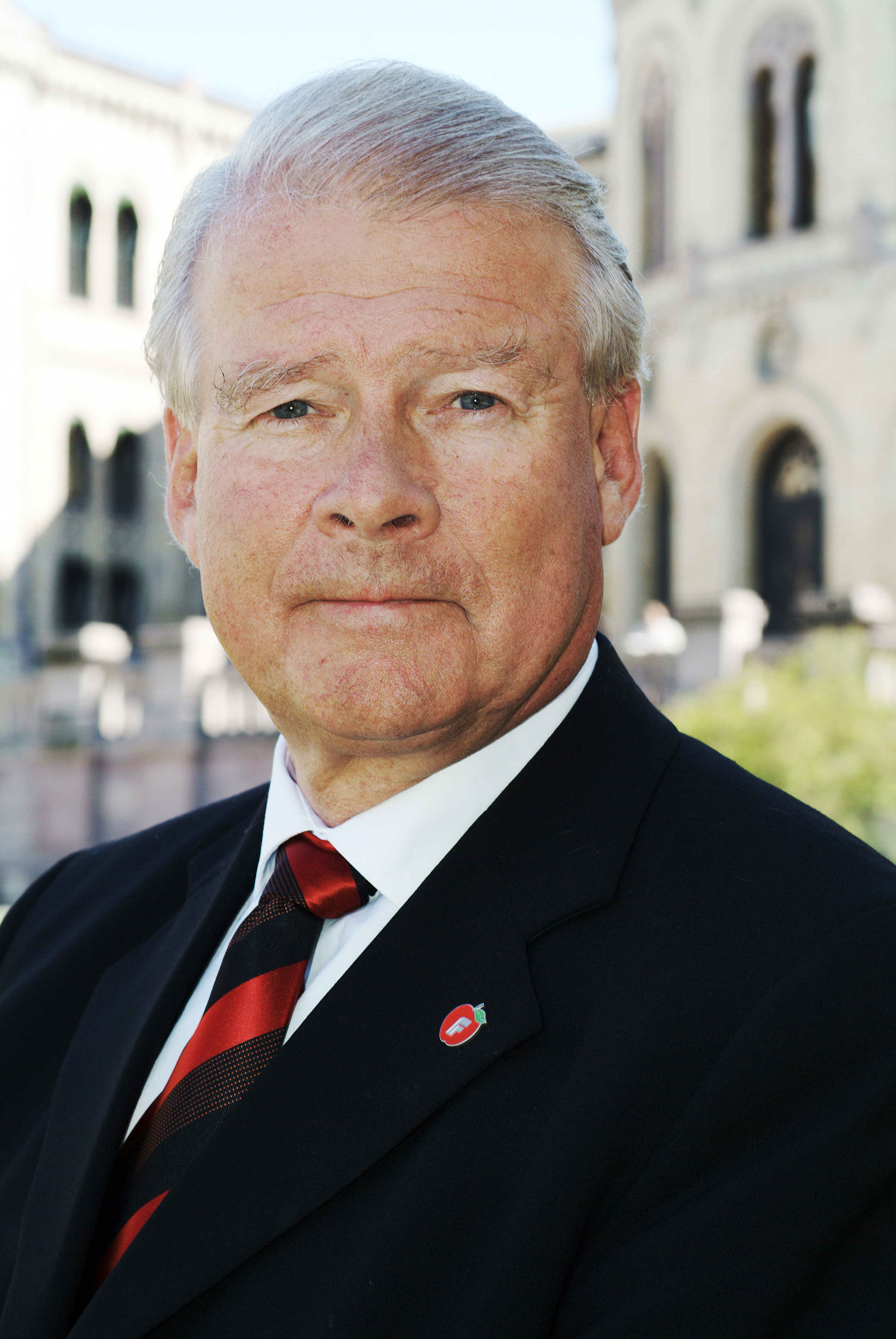
Carl I. Hagen, ledaren för Fremskrittspartiet mellan 1978 och 2006.

Det norska partiet Fremskrittspartiet betraktas vanligtvis som ett högerpopulistiskt parti. Från 2001 till 2005 accepterade partiet Kjell Magne Bondeviks center-höger-regering i minoritetsställning. I stortingssvalen 1997, 2005 och 2009 blev partiet det näst största partiet i Norge. I stortingsvalet 2013 fick partiet 16,3 procent av rösterna, och därmed blev de landets tredje största parti efter Arbeiderpartiet och Høyre. Efter stortingsvalet 2013 som slutade i en borgerlig valseger, så hamnade Fremskrittspartiet för första gången i en norsk regering då man bildade regering med konservativa Høyre. Minoritetsregeringen där H och FrP ingår är dock beroende av Kristelig Folkeparti och Venstre (Norge) för att få igenom sina förslag i Stortinget. FrP erhöll sju ministerposter i regeringen. Fremskrittspartiet har invandringen som en av sina hjärtefrågor. Partiet anser att invandringen till Norge har varit alldeles för stor, och de vill begränsa invandringen till Norge till endast ett tusental. FrP är ett EU-fientligt parti som inte vill att Norge ska gå med i EU. Andra frågor som FrP driver är att minska inkomstskatterna samt vägavgifterna.

### Schweiz

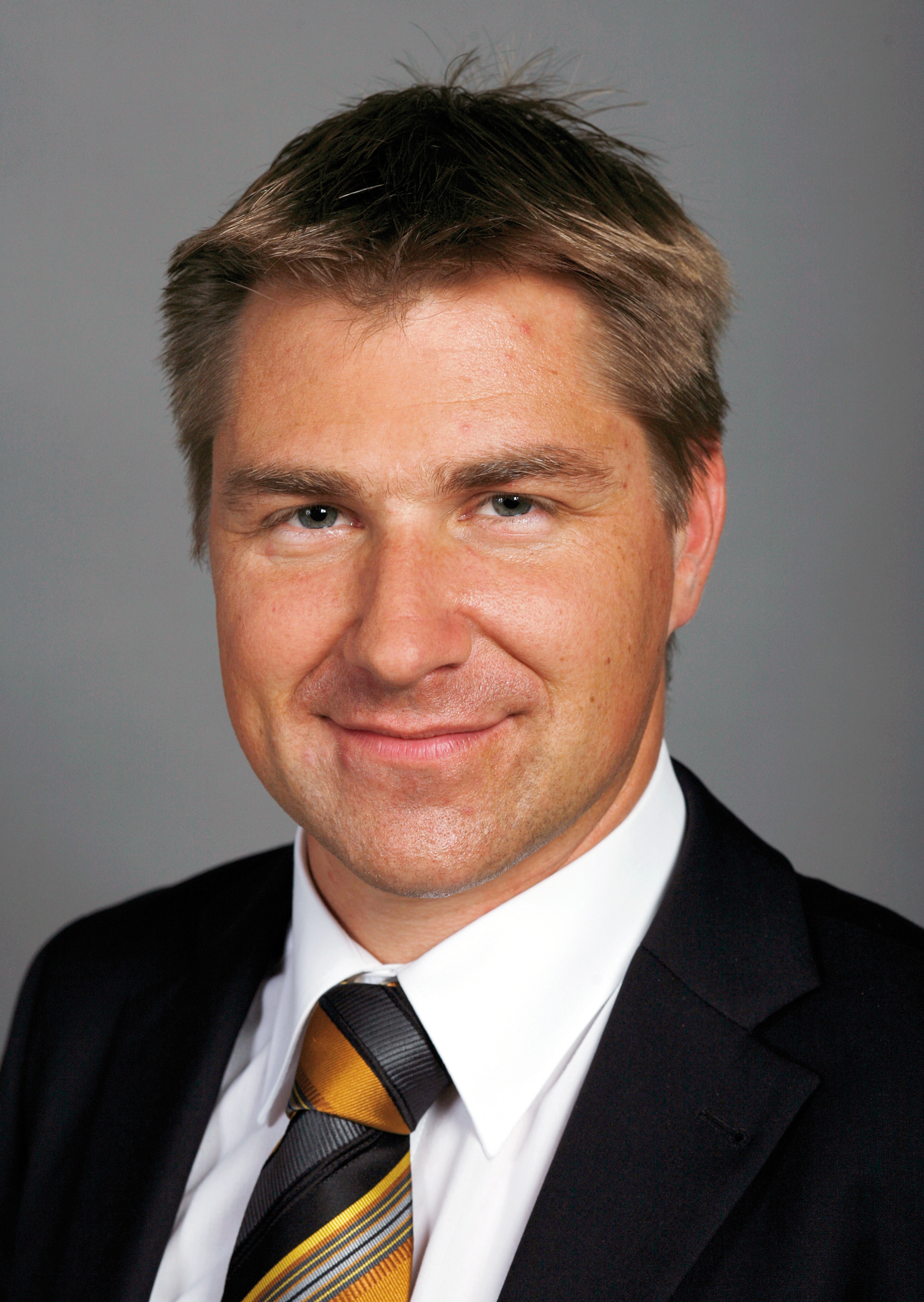
Toni Brunner, Schweiziska folkpartiet

I det allmänna valet till det federala parlamentet i Schweiz 2007 nådde Schweiziska folkpartiet sitt bästa resultat någonsin. Partiet har endera definierats som högerextremt, endera som radikalt högerpopulistiskt som återspeglar det spektrum av ideologier som finns presenterat hos partiets medlemskår. I sin högerextrema flygel finns extremister såsom Ulrich Schlüer och Pascal Junod som leder en Neue Rechte-studiegrupp (Nya högern) och har blivit sammankopplade med förintelseförnekande och nynazism. Det organ som finns inom Neue Rechte är primärt den tyska tidningen Junge Freiheit. I Schweiz erhöll radikala högerpopulistiska partier mer än 10 procentenheter i valet 1991. Sedan 1991 har partierna (Schweizer Demokraten och Freiheits-Partei der Schweiz) underlag absorberats av Schweiziska folkpartiet, som genom en aggressiv högerorienterad, populistisk kampanj nådde 29 procentenheter av rösterna i 2007 års allmänna val. Det var den högsta procenttilldelning ett enskilt parti någon gång fått i ett parlamentariskt val i Schweiz historia.

### Sverige
Under perioden, från slutet av 1980-talet och början av 1990-talet, öppnades ett fönster för en främlingsfientlig agendasättning till följd av politiseringen av invandrings- och flyktingfrågorna efter en lång tid av agonism (som bröts av att den socialdemokratiska regeringen ville införa en striktare politik på området i slutet av 1980-talet). Den politiska kartan ritades om även på det ekonomiska området under denna tid i och med att Socialdemokraterna förändrade den ekonomiska politiken i en mer högerorienterad, marknadsliberal riktning. Partiet genomförde avregleringar, privatiseringar och förändringar av skattesystemet. Med dessa förändringar skedde förskjutningar i den politiska diskursen och nya arenor öppnades upp socioekonomiskt som sociokulturellt. Genom den högervind som blåste vid tiden – understödd av näringslivets organisationer och den nyliberala tankesmedjan Timbro – skapades en grogrund och ett utrymme för ett nyliberalt politiskt parti på högerkanten, Ny Demokrati.

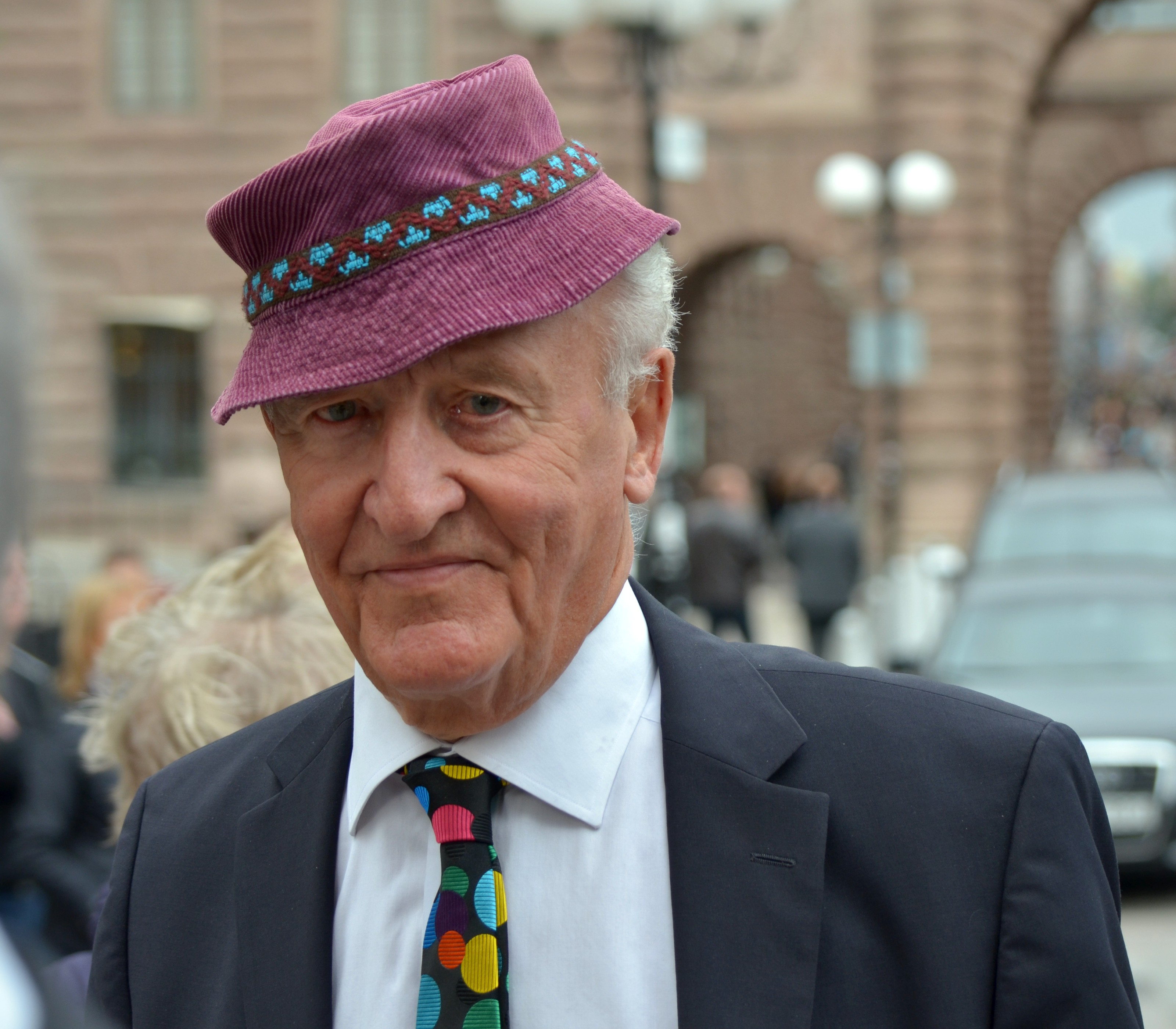
Ian Wachtmeister, Ny demokrati.

1991 kom det första högerpopulistiska partiet i svensk modern valhistoria in i Sveriges riksdag. Partiet var Ny demokrati, grundat av Ian Wachtmeister och Bert Karlsson. Partiet nådde 6,73 procentenheter av rösterna i riksdagsvalet 1991. Ny Demokratis huvudsakliga profilfrågor var sänkta skatter, kraftigt bantad offentlig sektor samt en mer restriktiv flyktingpolitik, lag och ordning, reduktion av riksdagen till 151 ledamöter samt maktdelning med ett direktvalt statsministerämbete. Partiet krävde kraftigt minskad invandring och med tiden övergick retoriken i främlingsfientliga övertoner och välfärdschauvinism. Partiet krävde också att Sverige borde anslutas till dåvarande EG vilket förblir ett nästan unikt drag för populistiska partier i Europa. I valet 1994 förlorade Ny demokrati sin riksdagsrepresentation och återhämtade sig aldrig efter förlusten.

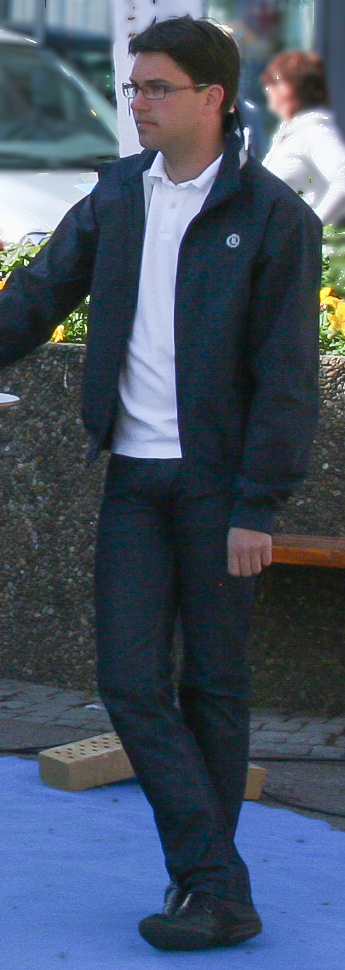
Jimmie Åkesson, (SD), på ett torgmöte i Uddevalla inför EU-valet 2009.

Bildandet av Ny Demokrati 1991 föregicks av Sverigedemokraterna, (SD), 1988. Som sprungen ur diverse nationalistiska och rasistiska organisationer – främst av aktiva inom den rasistiska kampanjorganisationen Bevara Sverige Svenskt – hade Sverigedemokraterna, till skillnad från Ny Demokrati, en grund i sociala rörelser som med det förändrade samhällsklimatet kunde växa. Det svenska samhället hade förändrats och präglas vid tiden av mångkulturalism; en förändring som burits upp av ett brett politiskt konsensus bland Sveriges etablerade politiska partier. Ny Demokratis inval i riksdagen innebar att den politiska diskursen kvalitativt förändrades på ett sådant sätt att ökat utrymme för främlingsfientlighet och kritik mot invandringspolitiken blev en etablerad diskurs i Sverige. Kulturgeografen Katarina Mattsson beskriver hur idéerna om det svenska och svenskheten i början av 1990-talet fick förnyad sprängkraft mot bakgrund av ett alltmer heterogent samhälle och oron för den svenska nationella identiteten som uppstått i dess kölvatten.
Samtidigt som Ny Demokrati försvann i riksdagsvalet 1994, i och med den ekonomiska högervindens dramatiska avmattning, fortsatte Sverigedemokraterna att utvecklas och gå fram i valen. 2001 splittrades partiet och det högerextrema partiet Nationaldemokraterna bildades. Efter att Jimmie Åkesson, 2005, övertog partiledarskapet för Sverigedemokraterna förändrade partiet sin framtoning och började nå framgång i opinionen. Mellan riksdagsvalen 2002 och 2006 mer än fördubblade partiet sitt röstetal från 1,4 procent av valmanskårens avlagda röster till 2,9 procent. I 2010 års riksdagsval nådde Sverigedemokraterna över riksdagsspärren och fick 5,7 procent.
Framträdande profilfrågor för Sverigedemokraterna är en restriktiv flykting- och invandringspolitik, bekämpning av brottslighet samt motstånd till överstatlighet i EU. Partiet tar avstånd från såväl mångkulturalism som rasism. Partiet har av bland annat sociologen Jens Rydgren beskrivits som främlingsfientligt och högerpopulistiskt.

### USA

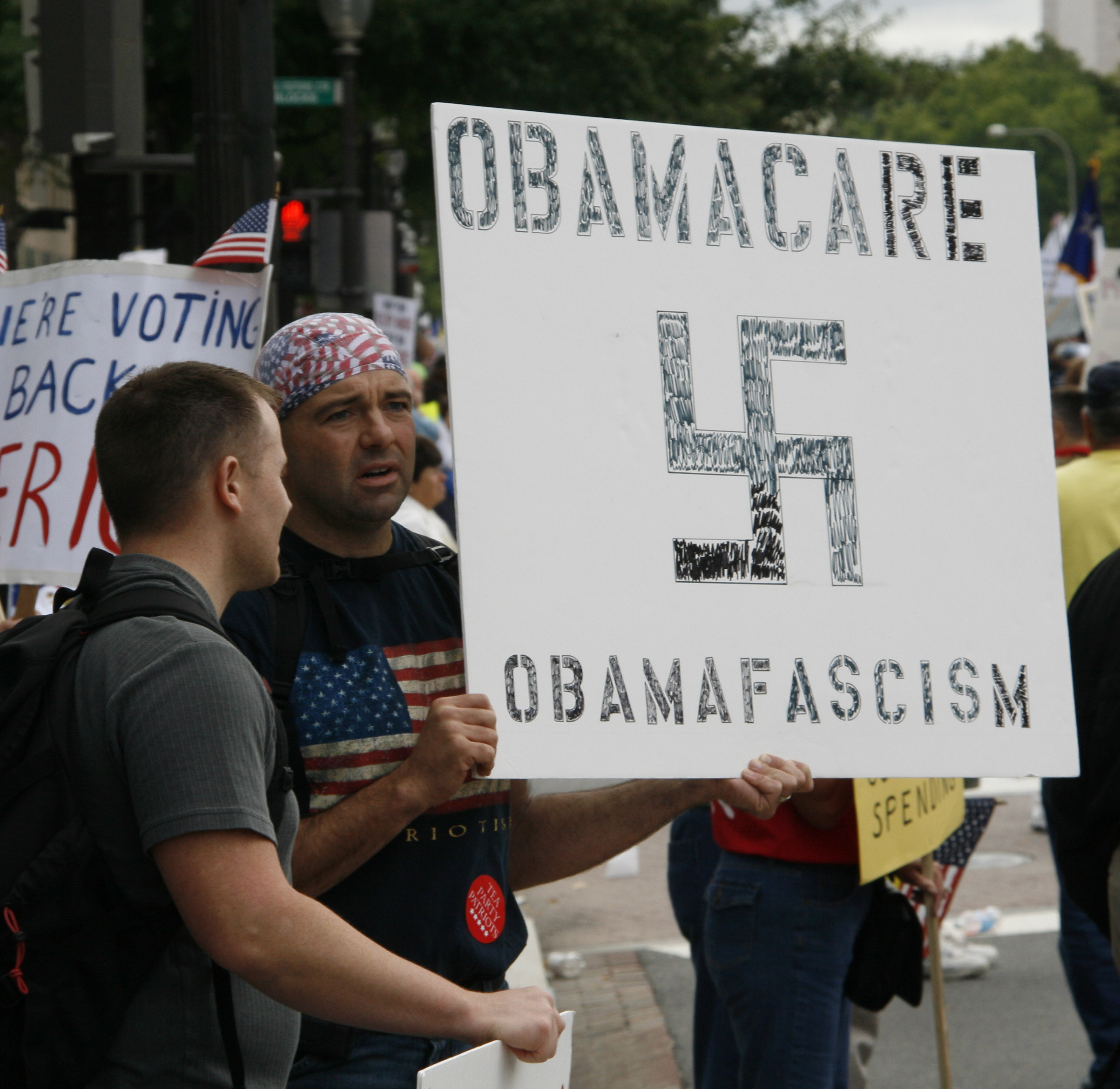
En Tea Party-demonstrant håller upp ett plakat som likställer president Barack Obamas förslag till sjukvårdsreform med nazism och fascism under en demonstration i Washington, D.C. 2009.

I boken Good Old-Fashioned New Social History and the Twentieth-Century American Right anför Leonard J. Moore att ett populistiskt motstånd mot allt starkare politiska, ekonomiska och kulturella eliter har hjälpt till att forma konservativa och högerrörelser i USA sedan 1920-talet. Tea party-rörelsen, från 2009, har blivit karaktäriserad av Rasmussen och Schoen som en högerpopulistisk systemkritisk rörelse. De menar att USA är mitt uppe i en populistisk revolt som kommer från höger och att de presenterar sig Tea party-rörelsen. New York Times har rapporterat om att Tea party-rörelsen har blivit en plattform för den konservativa missnöjespopulismen.

### Notförteckning
1. ↑  Vad är egentligen populism? Forskning och framsteg, nr. 7 2007. Sid 64.
2. 1 2  Jungar 2009.
3. 1 2 3  Betz and Immerfall, s. 4-5
4. 1 2 3 4 5 6 7 8 9 10  Rydgren 2005.
5. 1 2 3 4  Rydgren 2007.
6. 1 2 3 4  Mudde 2004.
7. ↑  Norris (2004), s. 2
8. ↑  Kaplan & Weinberg, s. 1-2
9. ↑  Kaplan & Weinberg, s. 10-13
10. ↑  Norris (2005), s. 43-44
11. ↑  Ware, s. 41-42
12. ↑  Kaplan & Weinberg, s. 10-11
13. ↑  Norris (2005), s. 44
14. 1 2  Bergman, Lisa (28 maj 2021). ”Vad är populism? Är det ett hot mot demokratin?”. Historiska Media. https://historiskamedia.se/artiklar/vad-ar-populism-ar-det-ett-hot-mot-demokratin/. Läst 24 januari 2023.
15. 1 2  ”Vad är egentligen populism?”. Forskning & Framsteg. 1 oktober 2007. https://fof.se/artikel/2007/7/aterkoppling-vad-ar-egentligen-populism/. Läst 24 januari 2023.
16. 1 2 3  ”Högerpopulistiska partier”. Migrationsinfo.se. 13 april 2016. Arkiverad från originalet den 24 januari 2023. https://web.archive.org/web/20230124115134/https://www.migrationsinfo.se/attityder/framlingsfientliga-partier/. Läst 24 januari 2023.
17. 1 2  ”Forskare: "Extremhöger" används för lättvindigt – tyska AfD och Sannfinländarna är något helt annat”. svenska.yle.fi. YLE. 30 september 2017. https://svenska.yle.fi/a/7-1239469. Läst 1 januari 2023.
18. ↑  Schwörer, Jakob (2021-08-01). ”Don't call me a populist! The meaning of populism for western European parties and politicians” (på engelska). Electoral Studies 72:  sid. 102358. doi:10.1016/j.electstud.2021.102358. ISSN 0261-3794. https://www.sciencedirect.com/science/article/pii/S0261379421000779. Läst 30 december 2022.
19. ↑  Klaus von Beyme: “Right-wing extremism in post-war Europe”. In: West European Politics 11 (1988:2), 2–18.
20. 1 2  Anders Widfeldt: “A fourth phase of the extreme right? Nordic immigration-critical parties in a comparative context”. In: NORDEUROPAforum (2010:1/2),  7-31,http://edoc.hu-berlin.de/nordeuropaforum/2010-1/widfeldt-anders-7/XML/
21. ↑  Ignazi, s. 26
22. ↑  Norris (2005), s. 72
23. ↑  Norris (2005), s. 70
24. ↑  Norris (2005), s. 68
25. ↑  Norris(2005), s. 69
26. ↑  Jens Rydgren. "Explaining the Emergence of Radical Right-Wing Populist Parties: The Case of Denmark" West European Politics, Vol. 27, No. 3, May 2004, s. 474–502."
27. ↑  Givens, Terri E. (2005). Voting radical right in Western Europe. Cambridge University. sid. 136–139. ISBN 978-0-521-85134-3. http://books.google.com/books?id=SDY2CGcPJwkC&lpg=PP136&pg=PA136#v=onepage&q&f=false
28. ↑  ”Head of Danish Populist Party to Resign”. Associated Press. 8 augusti 2012. http://abcnews.go.com/International/wireStory/head-danish-populist-party-resign-16955245. Läst 8 augusti 2012.
29. ↑  ”Salafists and Right-Wing Populists Battle in Bonn”. Der Spiegel. 5 juli 2012. http://www.spiegel.de/international/germany/german-right-wing-populists-provoke-salafist-violence-in-bonn-a-831810.html.
30. ↑  Der Spiegel
31. ↑  Nicholas Kulish (23 juli 2011). ”Norway Attacks Put Spotlight on Rise of Right-Wing Sentiment in Europe”. New York Times. http://www.nytimes.com/2011/07/24/world/europe/24europe.html?_r=1&pagewanted=all.
32. ↑  Pierre-Henry Deshayes (13 september 2009). ”Norway's government fights for survival”. Sydney Morning Herald. http://news.smh.com.au/breaking-news-world/norways-government-fights-for-survival-20090913-fm44.html.
33. ↑  Demker & Svåsand 2005
34. ↑  P. Ignazi, Extreme Right Parties in Western Europe, Oxford: Oxford University Press, 2006, s. 234
35. ↑  H-G Betz, 'Xenophobia, Identity Politics and Exclusionary Populism in Western Europe', L. Panitch & C. Leys (eds.),Socialist Register 2003 - Fighting Identities: Race, Religion and Ethno-nationalism, London: Merlin Press, 2002, s. 198
36. ↑  Antisemitism and Racism in Switzerland 2000-1 Arkiverad 3 november 2007 hämtat från the Wayback Machine.
37. ↑  Antisemitism and Racism in Switzerland 1999-2000 Arkiverad 25 oktober 2007 hämtat från the Wayback Machine.
38. ↑  Nationalencyklopedin - Ny Demokrati
39. ↑  ”Arkiverade kopian”. Arkiverad från originalet den 19 augusti 2010. https://web.archive.org/web/20100819100225/http://bortkopplad.se/bloggo/2010/04/11/1230/. Läst 19 augusti 2010.
40. ↑  Bengtsson 2010
41. ↑  Kiiskinen & Saveljeff 2010, s. 17 f
42. ↑  Kamali 2009, s. 144 ff
43. ↑  SOU 2005:41, s. 139
44. ↑  Lodenius & Wingborg 2009
45. ↑  Valmyndigheten. Läst 21 september 2012
46. 1 2  Nationalencyklopedin: (Hämtat 2009-10-27)
47. ↑  ”Sverigedemokraterna, invandringspolitiska program”. Arkiverad från originalet den 2 maj 2012. https://web.archive.org/web/20120502123020/http://sverigedemokraterna.se/files/2011/06/Sverigedemokraterna-Invandringspolitiskt-program-2007.pdf. Läst 28 november 2011.
48. ↑  Parties and Elections in Europe: Sweden
49. ↑  Leonard J. Moore, "Good Old-Fashioned New Social History and the Twentieth-Century American Right," Reviews in American History vol 24#4 (1996) pp 555-573, quote at s. 561
50. ↑  Scott Rasmussen and Doug Schoen, Mad As Hell: How the Tea Party Movement Is Fundamentally Remaking Our Two-Party System (2010) quotes on s. 19
51. ↑  David Barstow, "Tea Party Lights Fuse for Rebellion on Right,"New York Times Feb 6, 2010